# Lipowo (rejon głębocki)
Lipowo (biał. Ліпава; ros. Липово) – wieś na Białorusi, w obwodzie witebskim, w rejonie głębockim, w sielsowiecie Psuja. Otoczone jest lasami Puszczy Hołubickiej.
W XIX w. zaścianek, wieś i folwark. W dwudziestoleciu międzywojennym wieś i folwark (następnie majątek) Lipowo leżały w Polsce, w województwie wileńskim, w powiecie dziśnieńskim, do 11 kwietnia 1929 w gminie Tumiłowicze, następnie w gminie Hołubicze. Położone były w pobliżu granicy ze Związkiem Sowieckim. Znajdowała się tu wówczas strażnica KOP „Lipowo”.
Według Powszechnego Spisu Ludności z 1921 roku zamieszkiwało:
- wieś – 25 osób, 9 było wyznania rzymskokatolickiego a 16 prawosławnego. Jednocześnie 8 mieszkańców zadeklarowało polską przynależność narodową, a 17 białoruską. Były tu 4 budynki mieszkalne[4]. W 1931 w 8 domach zamieszkiwało 51 osób[5].
- majątek – 17 osób, wszystkie były wyznania rzymskokatolickiego i zadeklarowały polską przynależność narodową. Były tu 2 budynki mieszkalne[4]. W 1931 w 4 domach zamieszkiwało 46 osób[5].

Wierni należeli do parafii rzymskokatolickiej w Bobrowszczyźnie i prawosławnej w m. Psuja. Miejscowość podlegała pod Sąd Grodzki w Dokszycach i Okręgowy w Wilnie; właściwy urząd pocztowy mieścił się w Hołubiczach.